# Бронепоезд БП-1

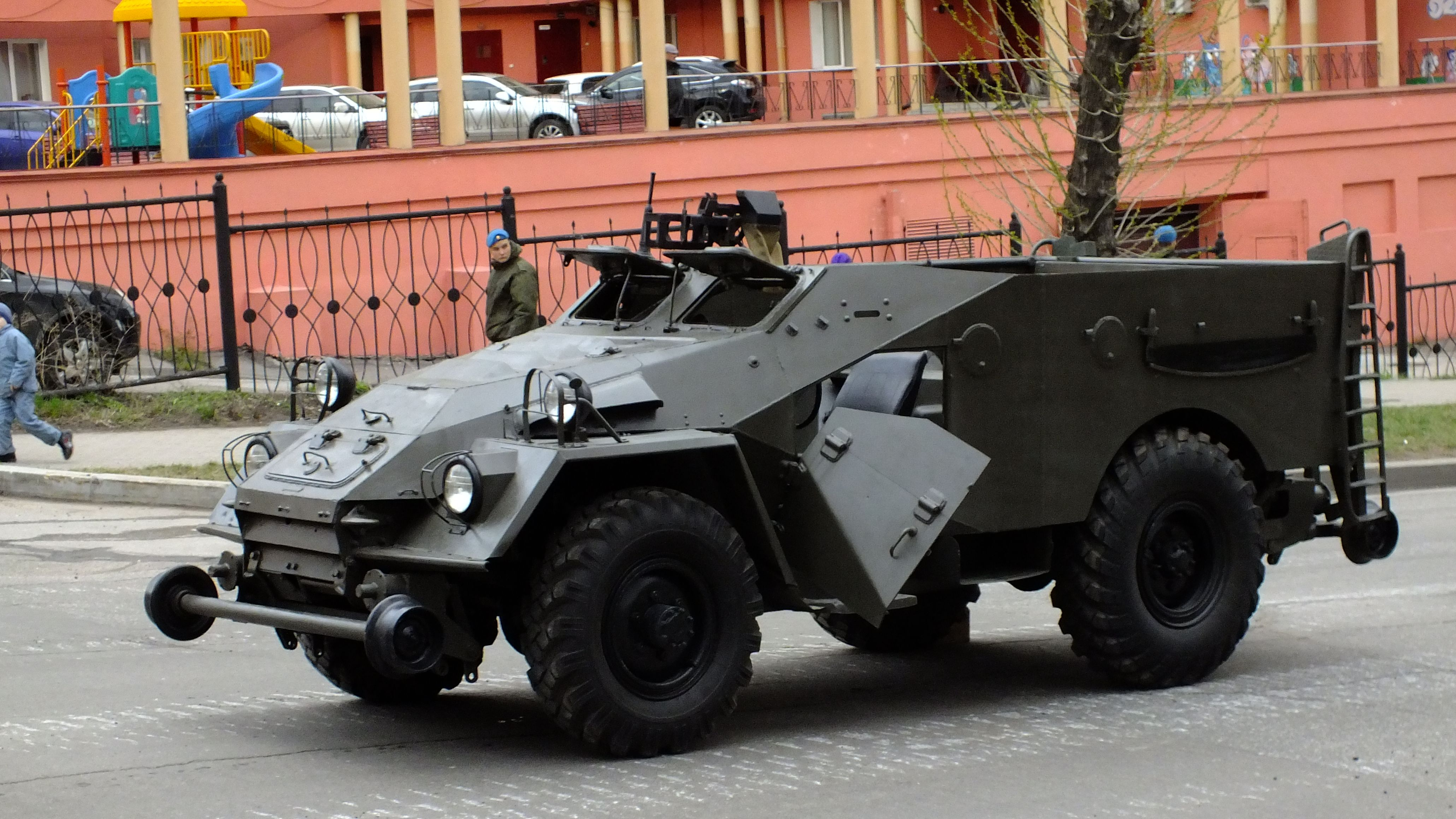
БТР-40ЖД — бронетранспортер-дрезина, такие же использовали и в составе БП-1.

БП-1 (аббревиатура от броневой поезд, модель 1) — бронепоезд и серия советских бронепоездов, созданных в начале 1970-х годов на Харьковском заводе транспортного машиностроения им. Малышева.
Всего было выпущено 4 или 5 бронепоездов.

## История
После окончания советско-японской войны группировка советских войск на Дальнем Востоке и в Забайкалье постоянно сокращалась, ведь по ту сторону границы был союзный Китай. Договор о дружбе и союзе между СССР и Китаем, подписанный 14 августа 1945 года, был рассчитан на 30 лет. 31 мая 1955 года 39-я армия покинула Порт-Артур, оставив в качестве подарка китайским войскам все оборудование и запасы военной базы. 6-я гвардейская танковая армия из даурских степей передислоцирована в европейскую часть Союза (Украинская ССР), в степи приднепровские. Полки и дивизии расформировывались десятками, военные городки исчезали с секретных карт Генштаба, Забайкальский военный округ переведен в тыловой.
Однако Москва и Пекин, еще недавно бывшие лучшими друзьями, превращались во врагов. Идеологический спор между Хрущёвым и Мао Цзэдуном все явственнее перерастал в межгосударственный конфликт и грозил разгореться в полномасштабную ядерную войну. Пиком стал конфликт на острове Даманский в марте 1969 года, где бои не только с участием пограничников, но и танков и артиллерии 135-й мотострелковой дивизии продолжались две недели и кроме потерь в живой силе стоили советской стороне 5 единиц бонетанковой техники, включая доставшийся китайцам в качестве трофея танк Т-62.
Уже после первых конфликтов, задолго до даманских событий, правительство и МО СССР спешно начали проводить мероприятия по усилению военного контингента в ДальВО и ЗабВО. Уже с лета 1967 года началась переброска в Забайкалье и на Дальний Восток из европейской части страны войск, в первую очередь — танковых и мотострелковых соединений. Передовая группировка также разворачивалась и на территории Монголии. К началу 1970-х в ЗабВО вновь формируется 39-я армия. Согласно директиве МО СССР от 22 июля 1967 года, на смену прежнему малочисленному «отделу авиации ЗабВО» в округе развернуты внушительные авиационные силы из двух десятков полков, сведенных в 23 ВА.
Однако проблема состояла не только в численности войск (сил). Немаловажной проблемой было отсутствие современных укреплений вдоль границы: все существовавшие на то время укрепления сохранились еще с довоенных времен, да и те частично разобраны в конце 1950-х годов в ходе Хрущевской программы разоружения. Строительство новых укреплений требовало времени.
Наряду с проблемой укреплений стояла проблема транспортных магистралей. Малая обжитость приграничных районов и отсутствие сети автодорог усложняло передвижение войск, что усложняло оперативное выдвижение войск из малочисленных военных баз к месту возможных военных конфликтов.
Все транспортное сообщение вдоль границы было привязано к Транссибирской железнодорожной магистрали. Железная дорога фактически была единственной связью с остальными регионами страны. Пролегая всего в 70-100 км от границы, магистраль оказалась под угрозой: потеря даже небольшого участка означала блокаду не только гарнизонов, но и всего района.
В поиске оперативной защиты железнодорожных путей вспомнили про бронепоезда. Двигаясь по железной дороге, бронепоезд может быстро передвигаться в регионе с отсутствием автодорог и при этом находиться в постоянном боевом режиме. Но к тому времени все бронепоезда уже списаны и разобраны на металлолом, поэтому было решено создать новый бронепоезд, отвечающий современным условиям ведения войны.

## Состав формирования и изделия
В личный состав броневого поезда как формирования (воинского подразделения) входило 270 человек, в том числе экипаж самого бронепоезда — 59 человек и экипажи 5 бронелетучек БТЛ-1. Бронепоезд имел дифференцированное бронирование от 6 до 20 мм. Боевая часть БП-1 состояла из следующих компонентов:
- бронированный тепловоз ТГ20 (модификация ТГ16 под колею 1520 мм; оборудован 4 пулемётами, двухъярусная рубка с отделением машиниста снизу и боевым отделением с командирским местом в верхней части);
- штабной бронированный вагон (командный пункт и узел связи, зенитное вооружение: 2 счетверённых 14,5-мм зенитно-пулемётная установки ЗПУ-4;
- зенитная бронеплощадка (установлены 2 ЗУ-23-2);

- 8 платформ, в том числе:
  - две контрольные платформы (для перевозки ремонтных материалов и страховки от мин и фугасов);
  - две платформы с одним танком ПТ-76 (плавающий танк) на каждой, с броневыми откидными бортами-аппарелями;
  - 4 платформы с двумя бронетранспортерами-бронедрезинами БТР-40жд (модификация БТР-40 с оборудованием для железнодорожного хода) на каждой.
- 5 бронелетучек БТЛ-1, которые могли использоваться самостоятельно или двигаться в общем составе бронепоезда.

Бронетепловоз должен был располагаться между броневагонами силовой частью к противнику, контрольные платформы в передней и задней оконечностях бронепоезда. Специальные меры позволяли преодолевать участки с нарушением ширины колеи и повреждениями рельсов. На бронепоезде могли быть переносные ЗРК «Стрела».
В состав каждой из бронелетучек входили:
- маневровый бронетепловоз ТГМ-1, в котором размешался командир бронелетучки, 9 десантников, радист, санинструктор и локомотивная бригада из двух человек,
- две платформы с одним танком Т-62 или Т-55 на каждой, а также с бронекоробом для 8 человек с 4 пулемётами.

Штатная численность личного состава бронелетучки — 22 человека.
Кроме того, в состав бронепоезда как воинского подразделения входили:
- мотострелковый взвод,
- зенитно-ракетный взвод,
- инженерно-сапёрный взвод,
- отделение тяги,
- база, предназначенная для размещения штаба, отдыха личного состава, хранения топлива, воды, боеприпасов, продовольствия, ремонтно-восстановительных средств, средств разведки и связи. В её состав входил тепловоз, несколько пассажирских и грузовых вагонов и платформ, автодрезины, автомобили и бронетранспортеры (так называемый — «чёрный паровоз»).

На вооружении бронепоезда стояла также автомобильная техника: 7 грузовых и специальных автомобилей и мотоцикл. Все танки и БТР, входящие в состав бронепоезда, могли передвигаться своим ходом и использоваться вне железной дороги.
Бронепоезда БП-1 использовались в Забайкалье и на Дальнем Востоке для прикрытия Транссибирской магистрали. В 1990 были переброшены в Закавказье для поддержки порядка местным властям в горячих точках Азербайджанской ССР. По некоторым данным, сейчас находятся на базе хранения ракетно-артиллерийского вооружения вблизи Читы.
2 дивизиона бронепоездов (войсковые части) дислоцировались в военном городке в 40 км от Читы с подъездными путями и железнодорожным тупиком.